# 밀란 로디치
밀란 로디치(세르비아어: Милан Родић, 1991년 4월 5일)는 세르비아출신의 축구선수이다. 현재 세르비아 수페르리가의 츠르베나 즈베즈다 소속이며, 포지션은 수비수이다.

## 선수 경력

### OFK 베오그라드
로디치는 2009년 4월 26일 OFK 베오그라드에서 FK 파르티잔을 상대로 18살의 나이에, 첫 공식 경기에 출전하였다.

### 제니트 상트페테르부르크
2013년 1월 31일, 제니트 상트페테르부르크에 입단하였다.
그는 2013년 3월 21일에 열린 UEFA 유로파리그 2012-13에서 리버풀을 상대로 첫 출전을 하였다.

## 국제대회 경력
로디치는 2011년 6월 6일 세르비아 U-21팀 에서, 스웨덴 U-21팀을 상대로 첫 경기를 가졌다.